# Parade (filme)

Parade é um longa metragem de comédia francês dirigido por Jacques Tati e lançado em 1974. Foi exibido no Festival de Cannes, mas não chegou à competição final.
O filme conta a história de uma grande festa organizada por Jacques Tati, com um espetáculo e um reencontro de espectadores, artistas, e crianças. Ao longo do filme, há entusiasmo pelo espetáculo, e a história de dois jovens simboliza a alegria de estar junto.